# Félix Mantilla (beisbolista)
Félix Mantilla (Isabela, Puerto Rico; 29 de julio de 1934 – 10 de enero de 2025) fue un beisbolista puertorriqueño que jugó once temporadas con cuatro equipos en la MLB en las posiciones de infielder y outfielder, ganó la Serie Mundial de 1957 y tuvo una aparición en el Juego de Estrellas de las Grandes Ligas de Béisbol.

## Carrera
En 1953 Mantilla era compañero de equipo de Hank Aaron en el equipo de Clase A Jacksonville Braves, de la South Atlantic League, que en ese entonces era uno de los dos primeros equipos del sur del país. En 1954 Aaron pasó a en el jardín izquierdo de los Braves por la rotura de tobillo del titular Bobby Thomson. Dos años después Mantilla fue promovido al primer equipo. Ambos jugadores fueron claves en el título de Milwaukee de la Serie Mundial de 1957 ante los New York Yankees.
Mantilla fue seleccionado por los New York Mets en el draft de expansión de 1961 y fue el tercera base titular (95 partidos — 88 como titular) en 1962, año en el que puso marcas personales en promedio de bateo, cuadrangulares y carreras impulsadas (RBI) (.275/11/59). En las reuniones invernales de 1962 fue cambiado a los Boston Red Sox por Pumpsie Green, Tracy Stallard y Al Moran.
Los números de Mantilla se incrementaron en Fenway Park: su promedio de bateo pasó a ser de .315 en 66 partidos en 1963; al año siguiente su promedio fue de .289 con 30 cuadrangulares (cinco menos que su máximo en una temporada); además de una marca personal de 92 RBI en 1965. En ese año fue seleccionado por la American League (AL) para el Juego de Estrellas de las Grandes Ligas de Béisbol, su única aparición en su carrera. A la defensiva jugó de segunda base en ese partido donde no conectó hit en dos turnos y fue reemplazado por Bobby Richardson.
Antes de iniciar la temporada de 1966 los Red Sox cambiaron a Mantilla a los Houston Astros por Eddie Kasko. Mantilla jugó en varias posiciones hasta que fue liberado el 28 de noviembre de 1966.
Los Chicago Cubs firmaron a Mantilla como agente libre para la temporada de 1967; pero en el entrenamiento de primavera se rompió el tendón de Aquiles y necensitó cirugía. Mantilla no pudo jugar ningún partido y fue cortado el 6 de julio. Estuvo en los entrenamientos de primavera con los Cubs en 1968 sin ser parte del roster; y al final de los entrenamientos los Cubs lo firmaron como jugador de ligas menores, pero no jugó a nivel profesional con el equipo.
Sus números de por vida son sólidos, su promedio de bateo fue de .261 con 89 cuadrangulares y 330 RBI.
El 26 de mayo de 1959 en el 13° inning del partido ante los Pittsburgh Pirates en el Milwaukee County Stadium Mantilla arruinó el que iba a ser un juego perfecto de Harvey Haddix, luego de dar un batazo hacia el tercera base Don Hoak que le lanzó mal al primera base Rocky Nelson y se embasó por error. Mantilla no inició de titular; ya que entró al partido en la 11° entrada luego de que Del Rice recibió un pelotazo de Johnny O'Brien. Mantilla pasó a ocupar el lugar de Eddie Mathews luego de dar una base por bola intencional a Hank Aaron.

## Cultura popular
Una tarjeta de béisbol de Mantilla de la temporada de 1962 fue utilizada en la película del año 2000 Skipped Parts, como la carta superior en una pila siendo arrojada a un fuego como parte de un evento entre un bisabuelo (R. Lee Ermey) y su nieto (Bug Hall).